# Partysaurus Rex
Partysaurus Rex ist ein amerikanischer, computeranimierter Kurzfilm des Regisseurs Mark A. Walsh aus dem Jahr 2012. Bei der Filmkomödie handelt es sich um ein Spin-off der Toy-Story-Filmreihe. Walsh schrieb das Drehbuch gemeinsam mit John Lasseter, dem Regisseur der ersten beiden Toy-Story-Filme. In den USA kam der Film am 14. September 2012 als Vorfilm zur 3D-Wiederveröffentlichung von Findet Nemo in die Kinos.

## Handlung
Der Film spielt im Haus der kleinen Bonnie, der Andy am Ende von Toy Story 3 seine Spielzeuge geschenkt hat, bevor er ins College gefahren ist. Bonnie nimmt Rex, den Dinosaurier, mit in die Badewanne, wo sie mit ihm und ihren Badespielzeugen spielt. Als sie fertig gebadet hat, lässt sie das Wasser aus der Wanne und die Spielzeugfiguren sind allein im Bad.
Die Badespielzeuge erzählen Rex, dass sie sich ohne Wasser nicht bewegen können, und dass Bonnie leider nur 15 Minuten täglich bade. Daraufhin dreht Rex das Wasser an, und in der sich füllenden Wanne beginnt eine Party der Spielzeuge, auf der Rex als „Partysaurus Rex“ bejubelt wird. Mehrfach will Rex die aus dem Ruder laufende Party stoppen, erinnert sich aber jedes Mal daran, dass ihn Woody, Buzz und die anderen vorher als „Partybremse“ verspottet haben, weshalb er die Party weiterlaufen lässt, bis sie damit endet, dass die Wanne überläuft und das Haus unter Wasser steht.
Zurück in Bonnies Zimmer erzählt Rex seinen Freunden von der Party, die ihm aber nicht glauben wollen, bis Rex plötzlich von anderen Spielzeugen, die ihn als „Partysaurus Rex“ ansprechen, eine Einladung bekommt, mit ihnen im Garten im Planschbecken zu feiern.

## Synchronisation
Partysaurus Rex wurde bei der Münchener Film- & Fernseh-Synchron synchronisiert. Die Dialogregie führte Benedikt Rabanus, der auch das Dialogbuch schrieb.
| Originalsprecher  | Deutscher Sprecher | Rolle                     |
| ----------------- | ------------------ | ------------------------- |
| Tom Hanks         | Michael Lott       | Woody                     |
| Tim Allen         | Walter von Hauff   | Buzz Lightyear            |
| Wallace Shawn     | Rick Kavanian      | Rex                       |
| John Ratzenberger | Michael Rüth       | Specki                    |
| Lori Richardson   | Maria Böhme        | Babs                      |
| Emily Hahn        | Laura Jenni        | Bonnie                    |
| Lori Alan         | Petra Einhoff      | Bonnies Mutter            |
| Corey Burton      | Jochen Striebeck   | Captain Suds              |
| Don Rickles       | Hartmut Neugebauer | Charlie Naseweis          |
| Estelle Harris    | Inge Solbrig       | Charlotte Naseweis        |
| Tony Cox          | Kai Taschner       | Chuck E. Duck (ängstlich) |
| Donald Fullilove  | Kai Taschner       | Chuck E. Duck (ruhig)     |
| Jessica Evans     | Annina Braunmiller | Dolphina                  |
| Mark A. Walsh     | Thomas Albus       | Drips                     |
|                   | Stefan Günther     | Rasta-Sprinkler           |